# Chiesa di San Vittore e Quaranta martiri
La chiesa di San Vittore e Quaranta martiri era una chiesa di Milano. Situata nell'attuale via Pietro Verri, viene chiusa al culto nel 1787 e definitivamente demolita nel 1927.

## Origini
La chiesa di San Vittore e quaranta martiri risale probabilmente al XI secolo, ma più volte nel corso dei secoli ha subito modifiche. La sua esistenza è confermata “dal Landolfo [Landolfo Seniore] e dal Beroldo e dall’Anonimo sotto l’anno 1065”.
È attestata come “capella” alla fine del XIV secolo in Porta Nuova della città di Milano (Notitia cleri 1398); elencata alla metà del XV secolo tra le parrocchie di Porta Nuova nella città di Milano (Status ecclesiae mediolanensis), e ancora nel 1524 nella rubrica di tutte le parrocchie di Milano (Rubrica parrocchie città di Milano, 1524). È attestata come rettoria nel 1564 nella città di Milano (Liber seminarii 1564). Risulta compresa tra le parrocchie di Porta Nuova nel 1576 (Decreti Famagosta 1576).  La rettoria di San Vittore e quaranta martiri figura nel registro dei benefici della diocesi di Milano portante il prospetto delle imposte per gli anni 1579-1585 (Registro benefici diocesi di Milano, 1579-1585).
Tra XVI e XVIII secolo la parrocchia di San Vittore e quaranta martiri è costantemente ricordata negli atti delle visite pastorali compiute dagli arcivescovi di Milano e dai delegati arcivescovili tra le parrocchie di Porta Nuova. In particolare, si ha notizia di alcune visite pastorali compiute dal Cardinale Federico Borromeo.

## L’impianto originario [fino al 1674]

### La visita pastorale del 1581
La prima descrizione completa e corredata di disegni della Chiesa di san Vittore e i quaranta martiri antica risale al 1581, ed è stata redatta sotto il vescovato di Carlo Borromeo, probabilmente in occasione di una visita pastorale del visitatore delegato, il canonico milanese Ottaviano Abbiate de' Forieri. Sebbene non sia riportata la scala metrica, il disegno è in parte quotato. Le note riportate sul disegno, unitamente alla descrizione scritta, forniscono molte informazioni sia sulla consistenza materiale dell’edificio, sia anche sul contesto urbano in cui è inserito. È infatti chiaramente riportato come il presbiterio e l’abside siano posti, in accordo con la tradizione, verso est: questo già esclude la possibilità che la facciata principale della chiesa sia direttamente affacciata su via Verri (che ha orientamento est-ovest).
Come si evince dalla pianta, la Chiesa originariamente è a navata unica, conclusa da un’abside curva su cui si trovava l’altare, e presenta una serie di cappelle laterali. La descrizione conferma la presenza di tre altari interni, più uno esterno, posto fuori dalla chiesa sul lato settentrionale, in una cappella esterna aperta su una piccola piazza. Il battistero si trova sul lato destro dell’aula, in una piccola nicchia, mentre la sagrestia con il vicino campanile è a destra dell’altare maggiore, accessibile da due porte. Sul lato meridionale si trova l’ingresso alla casa parrocchiale. Nella piazza trova posto anche un piccolo cimitero.

### Il caso di Carlo Bossi: la Chiesa nell’Archivio criminale
La seconda importante testimonianza riguardante la Chiesa di San Vittore e i quaranta martiri ha una storia particolare: si tratta di una pianta redatta nel  1639, in occasione di un processo per violazione del diritto d’asilo e dell’immunità ecclesiastica, sotto l’arcivescovato di Cesare Monti. Un documento allegato agli atti di processo, datato 5 ottobre 1639, parla dell’”extractione di Carlo Bossi da una casa del Santissimo Sacramento della chiesa di S.to Vittore e quaranta martiri quale è attaccata alla medesima chiesa”.
Si ipotizza dunque che il disegno sia stato eseguito per fissare con precisione la posizione dei vari corpi annessi alla parrocchiale, così da non avere dubbi in sede di processo, tramandando una descrizione dettagliata che può essere confrontata con la precedente pianta del 1581.
Da questo confronto si evince come la Chiesa abbia subito in quegli anni alcune modifiche, la più importante delle quali è l’introversione della “Cappella di Santa Maria della Corte”, prima spazio devozionale aperto verso la piazza, e ora nuova sede del fonte battesimale.
La struttura del sagrato rimane invariata, ma in questo caso è descritta in modo molto più dettagliato, soprattutto per quanto concerne l‘ingresso, unico e delimitato da “cholonette et barre”. È interessante notare tutt’attorno al perimetro sezionato dell’abside la proiezione della linea di gronda dove, come riportato dagli atti, il Bossi “era in piedi attaccato attaccato a questa muraglia del choro”. Indicate in verde troviamo tutte le superfici dei locali connessi alla chiesa.

## Il rinnovamento [1674-1787]
Il Dizionario della Chiesa Ambrosiana riporta che nel 1674 la chiesa subisce una serie di grandi interventi, che interessano la struttura e le decorazioni. La chiesa diventa “a pianta rettangolare, ad aula unica con cinque cappelle, compresa la maggiore”8. Probabilmente, è proprio in quest’occasione che vengono realizzati gli affreschi, l’altare e l’organo che nel 1929 saranno trasferiti nella nuova chiesa di viale Lucania. Non sono pervenuti disegni o documenti dell’epoca che rappresentano questa nuova configurazione, ad esclusione delle piante (molto schematiche) che possiamo trovare in alcune carte storiche della Città di Milano.
In particolare, la carta di Giovanni Filippini mostra con chiarezza le cinque cappelle e l’accesso alla chiesa dalla piazza del sagrato. Inoltre, è interessante notare come l’odierna via Verri si chiamasse ai tempi “Via San Vittore e i quaranta martiri”, proprio a causa della presenza della chiesa. La prima rappresentazione grafica alla scala architettonica della nuova consistenza della chiesa risale poi al 1927, ed è parte della relazione allegata alle operazioni di demolizione. L’assenza di ulteriori disegni potrebbe essere motivata anche dal fatto che la chiesa verrà sconsacrata e declassata a aula d’oratorio.

## Oratorio per Giovinetti [1787-1929]
Con il nuovo compartimento territoriale delle parrocchie della città e dei Corpi Santi di Milano, che ha pieno effetto dal 25 dicembre 1787 (avviso 16 novembre 1787), la Parrocchia di San Vittore e quaranta martiri viene soppressa, e unita alla parrocchia di Santa Maria della Scala in San Fedele (Fondo Duplicati). Questi avvenimenti sono confermati dal Rotta, che nel 1891 afferma: “La chiesa, già rifabbricata, tuttora è conservata e serve da Oratorio festivo ad un manipolo di giovani addetti alla Parrocchia di San Fedele”, facendo anche riferimento ad una “cartella apposita conservata presso l’archivio della Curia.
Pare che tra questi giovani figurasse Gabrio Piola, autore “al quale dobbiamo una interessante relazione sull’oratorio ed un non meno interessante progetto educativo, nella forma di una lettera al Maestro degli Incipienti”. Proprio per questo motivo, non essendo più considerato un edificio di culto, la chiesa scompare anche dalle carte urbane.
È stato possibile rintracciare un libriccino del 1850, una sorta di codice di comportamento a cui i giovani membri della congregazione dovevano fare riferimento, e che riporta la chiesa di San Vittore e i quaranta martiri come sede ufficiale delle sue attività.

## Demolizione
La Chiesa di San Vittore e i quaranta martiri viene definitivamente demolita nel 1929, quale conseguenza dell’attuazione del Piano Regolatore, per la realizzazione di Piazza Crispi, oggi Piazza Meda.
Il confronto tra due carte turistiche di Milano, realizzate a pochi anni di distanza dal medesimo disegnatore, mette in evidenza come la chiesa (la cui posizione è riconoscibile grazie alla particolare forma della piazza del sagrato) sia sta effettivamente al centro di un’importante demolizione.
In realtà alcune fonti meno autorevoli, tra cui il Sonzogno, fanno risalire la demolizione alla metà del XIX secolo; questo è tuttavia incompatibile con le cartografie e i documenti della sovraintendenza; l’equivoco nascerebbe in questo caso dal confondere la sconsacrazione della chiesa con la sua effettiva demolizione.
Pare esista una documentazione fotografica del Sacerdote Carlo Ponzoni, all’alba della demolizione della Chiesa; tuttavia negli archivi non c’è traccia di queste immagini.